# 停戰協定
停戰協定（英語：Armistice），亦稱休戰協定，是指交戰團體之間為了暫時停止敵對行為而締結的協定。:68
停战协定必须由作战各方締結，它禁止任何作战方进行进攻:71。规定停战协定的国际法是1907年的海牙公约:68。
停戰協定不可與和約同日而語，也不應稱為暫時和約，因為在交戰國之間以及在交戰國與中立國之間，戰爭狀態在各方面仍然繼續存在，只是敵對行為停止而已。:68

## 其他
戰爭狀態的終止有三種方式：一、交戰國雙方不再進行戰爭行為，也不特別締結條約以明白表示講和，而不知不覺進入和平狀態；二、交戰國雙方正式締結和平條約以正式建立和平狀態；三、交戰國一方滅亡。後兩種是正常的方式。:105